# Sea War Museum Jutland
Das Sea War Museum Jutland ist ein Kriegsmuseum im dänischen Thyborøn. Es wurde von Geschäftsmann Gert Normann Andersen gegründet und am 15. September 2015 eröffnet. Das Museum befindet sich komplett in privater Trägerschaft. Die Ausstellung informiert vorrangig über den Seekrieg im Ersten Weltkrieg, insbesondere die Skagerrakschlacht von 1916.
In direkter Nachbarschaft wurde 2016 ein Gedenkort für die auf See Gebliebenen errichtet (Mindepark for Jyllandslaget).
Experten des Museums beteiligen sich regelmäßig an Expeditionen zu Schiffswracks in Nord- und Ostsee. In den Jahren 2015 und 2016 führte ein Team des Sea War Museum mehrere Expeditionen gemeinsam mit Innes McCartney durch, bei denen die Wracks von Sparrowhawk und Warrior – die letzten bisher unentdeckten Wracks der Skagerrakschlacht – gefunden wurden. Im Jahr 2018 entdeckten Mitarbeiter des Museums das Wrack von U 3523. Nach eigenen Angaben hat das Museum bisher über 450 Wracks gefunden, darunter drei britische und neun deutsche U-Boote.

## Exponate
Zu den ausgestellten Exponaten gehören vor allem historische Waffensysteme wie Geschütze, Seeminen und Torpedos. Dazu kommen persönliche Gegenstände der Besatzungen. Zu den bemerkenswerteren Ausstellungsstücken zählen:

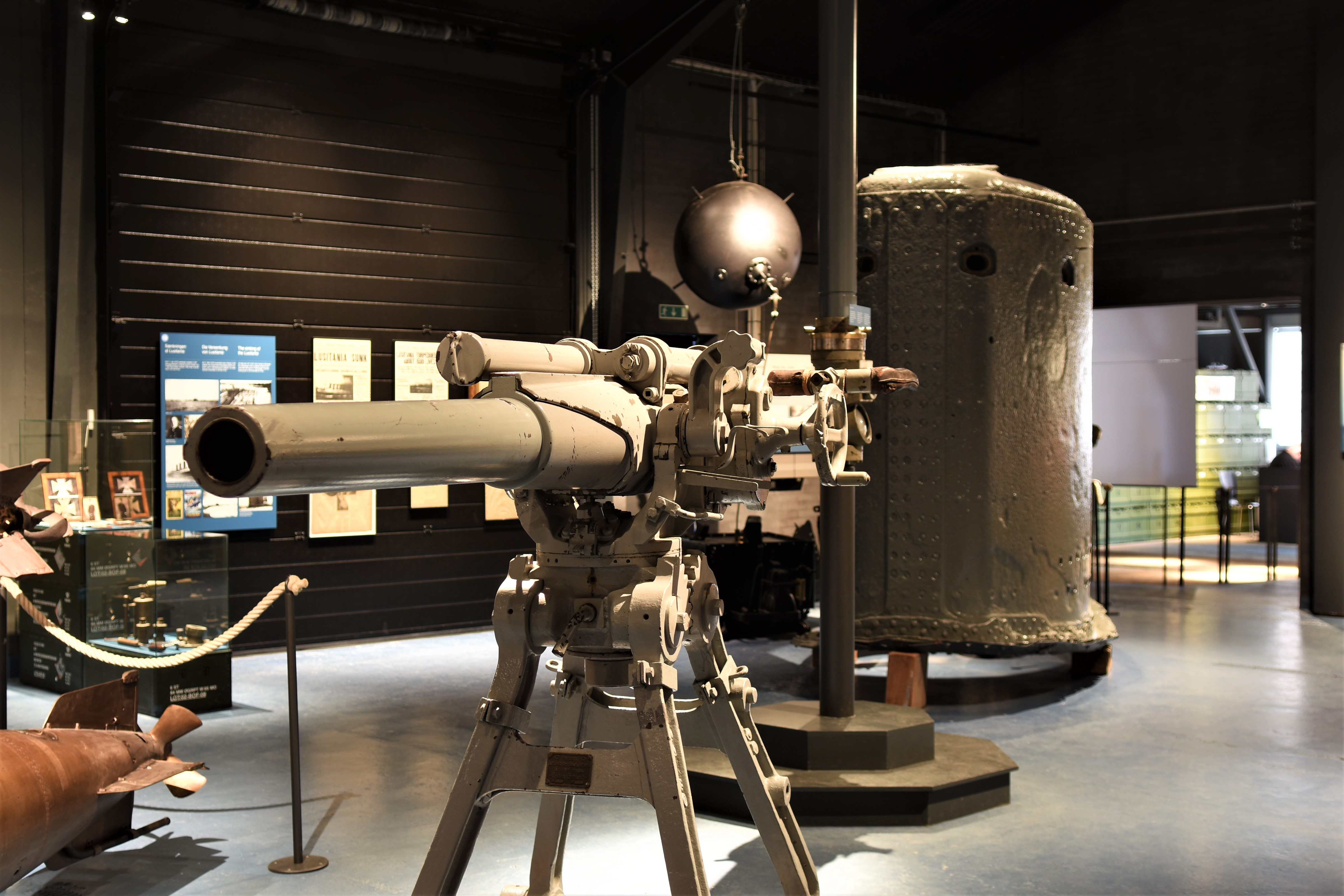
Turm und Kanone von U 20

- Überreste (darunter Turm, Periskop und Kanone) des U-Boots U 20 der Kaiserlichen Marine, bekannt für die Versenkung der Lusitania

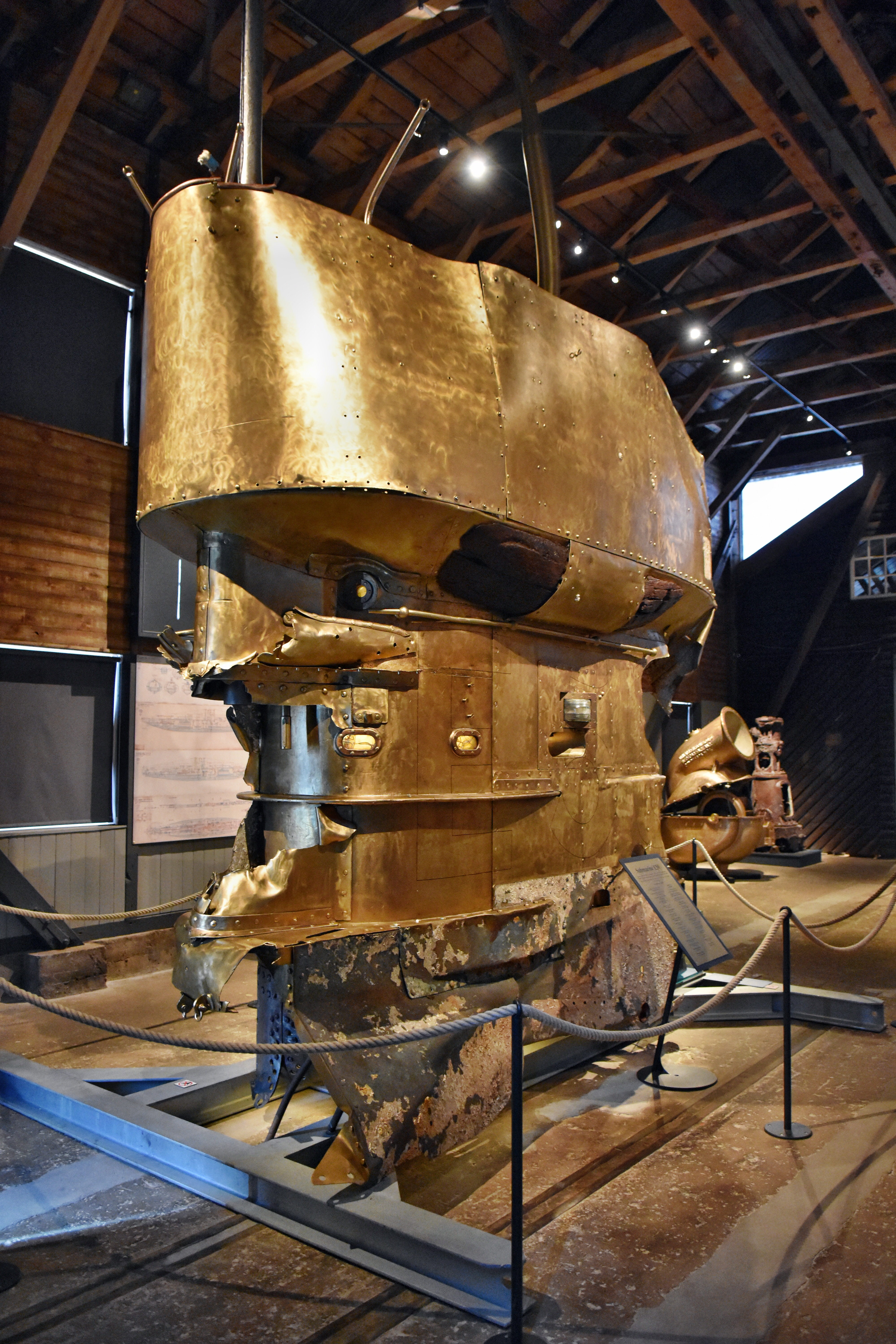
Turm der E 50

- Der Turm des britischen U-Boots E 50